# Badi
Badi (em llatí Badius) fou un campani que va desafiar al seu hoste Tit Quint Crispí en un combat singular quan els romans assetjaven Càpua (212 aC). Crispí, que era amic de Badi, va refusar, però els seus soldats el van obligar a acceptar. En la lluita Badi va resultar ferit i es va haver de retirar cap a la ciutat, segons explica Titus Livi.